# Omega Pharma
Omega Pharma is een Belgisch farmaceutisch bedrijf, opgericht in 1987. Sinds 2014 is Omega Pharma in handen van Amerikaanse multinational Perrigo. Omega Pharma is gevestigd op industrieterrein de Prijkels in Nazareth.

## Historiek
Het bedrijf werd opgericht in 1987 door de studievrienden Marc Coucke en Yvan Vindevogel, die farmacie hadden gestudeerd aan de Universiteit Gent. Zij hadden elk een 50%-aandeel in de coöperatieve vennootschap. Het eerste product van Omega Pharma was een shampoo in vijfliterflessen die aan apothekers werd verkocht. De apothekers voegden er een bepaalde geur, kleur of actieve stof aan toe, en verkochten het product vervolgens als huismerk. In 1989 kwam een aantal producten voor gebruik bij zonnebankbruinen op de markt onder de naam Uvesol. In 1989 vormden Marc Coucke en Yvan Vindevogel ook de zusteronderneming Alpha Pharma CV, die scheikundige basisstoffen verkocht aan apothekers. In 1993 werden de twee ondernemingen omgevormd tot een naamloze vennootschap.
In 1994 kwam de samenwerking tussen de twee vennoten tot een einde, wegens een meningsverschil over overnameplannen door een Nederlandse groothandelaar in farmaceutische producten. Dat bedrijf wilde 100% van de aandelen. Coucke wilde zijn aandelen niet verkopen, Vindevogel wel. Marc Coucke nam dan de aandelen van zijn partner over via de investeringsmaatschappij Couckinvest.
In 1996 fuseerden Omega Pharma en Alpha Pharma. In 1998 werd Omega Pharma geïntroduceerd op de beurs. Het bedrijf bleef groeien, vooral door een agressieve overnamepolitiek. Aanvankelijk was die beperkt tot België, maar na 2000 werden de activiteiten uitgebreid naar andere landen, onder andere Frankrijk en Nederland. Zo werd bijvoorbeeld in 2001 het Nederlandse bedrijf Chefaro overgenomen, dat een onderdeel was van AkzoNobel. Eind 2003 telde de volledige groep ongeveer 2500 personeelsleden. In mei 2006 maakte Omega Pharma bekend dat het Bional, eveneens uit Nederland, wilde overnemen. In 2006 nam het ook het Oostenrijkse bedrijf Bittner Pharma over waardoor het zich versterkte in de Midden- en Oost-Europese markt.
Het bedrijf was ook actief in gespecialiseerde software voor apothekers en dokters via het onderdeel OmegaSoft. OmegaSoft werd in 2007 als Corilus een divisie van het beursgenoteerde bedrijf Arseus.
Begin 2005 maakte Marc Coucke bekend dat hij vanaf midden 2006 niet langer gedelegeerd bestuurder van Omega Pharma zou zijn, maar wel als voorzitter van de raad van bestuur actief zou blijven. Hij werd opgevolgd door Jan Cassiman. Op 11 maart 2008 trad Coucke af als voorzitter, en werd weer bestuursvoorzitter. Cassiman werd chief operating officer.
In 2006 maakte Omega Pharma voor het eerst een omzet van meer dan een miljard euro. Het bedrijf was genoteerd op Euronext Brussel en maakte deel uit van de Bel20-beursindex.
In 2012 werd een overnamebod uitgeschreven door Couckinvest en het private-equitybedrijf Waterland Private Equity Investments. Nadat de overname was gerealiseerd werd het aandeel van de beurs gehaald. In hetzelfde jaar nam Omega Pharma voor € 470 miljoen de afdeling voorschriftvrije geneesmiddelen van GlaxoSmithKline over met een productie-eenheid te Herrenberg. Bij de overgenomen merken zaten producten zoals Lactacyd (product voor intieme vrouwelijke hygiëne), Solpadeine (pijnstiller) en Zantac (maagzuurremmer). Verder verkreeg het de natuurproducten onder de merknaam Abtei, het slaapmiddel Nytol en de neusspray Beconase. Deze zes merken behaalden in 2011 een omzet van van ruim € 200 miljoen, dit kwam bovenop de omzet van Omega Pharma van € 900 miljoen.

## Perrigo
Op 30 maart 2015 is Omega Pharma overgenomen door de Amerikaanse onderneming Perrigo. Perrigo betaalde US$ 3,0 miljard voor de aandelen en nam verder voor US$ 1,4 miljard aan bestaande schulden van Omega Pharma over. Marc Coucke werd deels in aandelen en deels in cash betaald. Van het moment van de overname tot 27 april 2016 was Marc Coucke directeur van het bedrijfsonderdeel bij Perrigo.
Het sinds 1887 bestaande Perrigo is een mondiale leverancier van receptvrije producten en generische op voorschrift verkrijgbare farmaceutica, babyvoeding, voedingsproducten en -supplementen en farmaceutische ingrediënten. Perrigo is ’s werelds grootste fabrikant van producten voor de winkelmerkenmarkt. Door de overname van Omega Pharma beoogde het zijn aanwezigheid op de Europese markt te consolideren. Omega Pharma maakt deel uit van de Branded Consumer Healthcare-divisie van Perrigo. Perrogi verkoopt deze producten dus onder eigen merknamen. 
Na de koop begon Perrigo te klagen, Omega Pharma presteerde niet volgens de verwachtingen. Perrigo vond dat de resultaten van Omega Pharma waren opgesmukt waarbij structurele kosten als eenmalige posten in de jaarrekening waren verwerkt en producten die nog mochten worden teruggestuurd, stonden als definitief verkocht opgetekend. Perrigo voelde zich bekocht en begon een zaak bij het Belgisch arbitragecentrum in Brussel. Perrigo eiste een schadevergoeding van € 1,9 miljard, waarvan de helft voor rekening van Waterland en de rest voor Marc Coucke. Na vijf jaar volgde een uitspraak, de twee werden veroordeeld tot het betalen van een schadevergoeding van € 266 miljoen aan Perrigo.

## Merknamen van Omega Pharma
- Antigrippine
- Azaron (beschermt tegen insectensteken)
- Bergasol (producten voor zonnebruinen)
- Biodermal (crème voor huidverzorging)
- BIONAL (natuurlijke geneesmiddelen op basis van Fytotherapie)
- Biover (natuurlijke gezondheidsproducten waaronder vitamines , mineralen, voedingssupplementen, aromatherapie en lichaamsverzorging)
- Bodysol (hypoallergene lichaamsverzorgingsproducten)
- Bronchostop Duo (droge hoest en slijmhoest)
- Byte-X (tegen nagelbijten)
- Chefarine (pijnstiller op basis van paracetamol en acetylsalicylzuur)
- Cremicort (zalf tegen huidirritaties en eczeem)
- Davitamon (voedingssupplementen op basis van vitamines en mineralen)
- Dermalex
- Dynarax
- Eau Précieuse
- E-waves Phone Chip (zou telefoonstraling tenietdoen. Dit product lokte veel controverse uit, vooral toen bleek uit de inhoud van de chip dat er onmogelijk enige invloed kon zijn op de uitgezonden straling.[4][5] Omega Pharma haalde de chip op 15 december 2008 van de markt)
- Flexipure
- Galenco (hypoallergene huidverzorgingsproducten)
- Gehwol (voetverzorging)
- Gravitamon (zwangerschapsvoedingssupplement (foliumzuur en vitamine D ))
- Just for Men (mannenhaarkleuring)
- Kaliptus
- Lactacyd (intiemverzorgingsproducten)
- Naaprep
- Nourilax
- Opticalmax
- Paranix (bestrijding van hoofdluizen)
- Physiomer (neusspray op basis van zeewater)
- Phytosun (aromatherapie en essentiële oliën)
- Pleegzuster Bloedwijn
- Prevalin (geneesmiddel tegen hooikoorts)
- Predictor (zwangerschaptest)
- Restiva (bestrijden van haaruitval)
- Samenwerkende Apothekers (zelfzorg(genees)middelen)
- Silence (moet snurken tegengaan)
- Solvium (ibuprofen spray tegen pijnlijke spieren en gewrichten)
- Stresspure
- Superted
- Tantum (crème tegen pijnlijke spieren en gewrichten)
- T. LeClerc (make-uppoeder)
- Vitafytea
- XL-S Medical (afslankdieet)
- XLS Cure
- Wartner (middel tegen wratten en kalknagels)
- Ymea (supplementen tegen symptomen van de menopauze)
- Yokebe (afslankshake)
- Zaffranax (anti-neerslachtigheidssupplement op basis van saffraanextract)
- Zaffranpure
- Zincotabs (zinktabletten)

## Sponsoring
Omega Pharma was vanaf 2002 medesponsor van een wielerploeg, namelijk Quick-Step - Davitamon. De samenwerking met Quick-Step liep tijdens het seizoen 2004 spaak. Marc Coucke besliste om in 2005 als hoofdsponsor op te treden voor de Belgische ploeg Davitamon - Lotto. In 2012 werd het bedrijf hoofdsponsor van Omega Pharma-Quick-Step.